# Mesocricetus newtoni
Mesocricetus newtoni é uma espécie de roedor da família Cricetidae.
Pode ser encontrada nos seguintes países: Bulgária e Roménia.

## Descrição
O hamster romeno tem uma pele marrom  dorsal (de volta) e uma parte inferior branca. O topo da cabeça possui uma faixa escura que se estende até o pescoço. As listras das bochechas escuras se estendem de volta ao ombro. O comprimento do corpo da cabeça é de até 180 mm e seu peso varia de 80 a 115 g. Sua fórmula dental é 1/1, 0/0, 0/0, 3/3.

## Comportamento
O hamster romeno é uma espécie noturna ou crepuscular. Vive solitariamente em um complexo sistema de torres. Ele come sementes, legumes, vegetais enraizados e gramíneas, mas também insetos. Transporta sua comida com suas bolsas de mordente elástico para as câmaras de comida. Eles atingem a maturidade sexual quando são 56-70 dias de idade e se reproduzem no início de abril a agosto. O hamster comum tem uma gestação de 15 dias, dá à luz uma ninhada de 1-12 e aveia após três semanas de gravidez. Ele se comunica gritando ou com ultra-som. Ambos os sexos flank mark esfregando a glândula contra objetos.